# Grab des Markgrafen von Cai in Shouxian

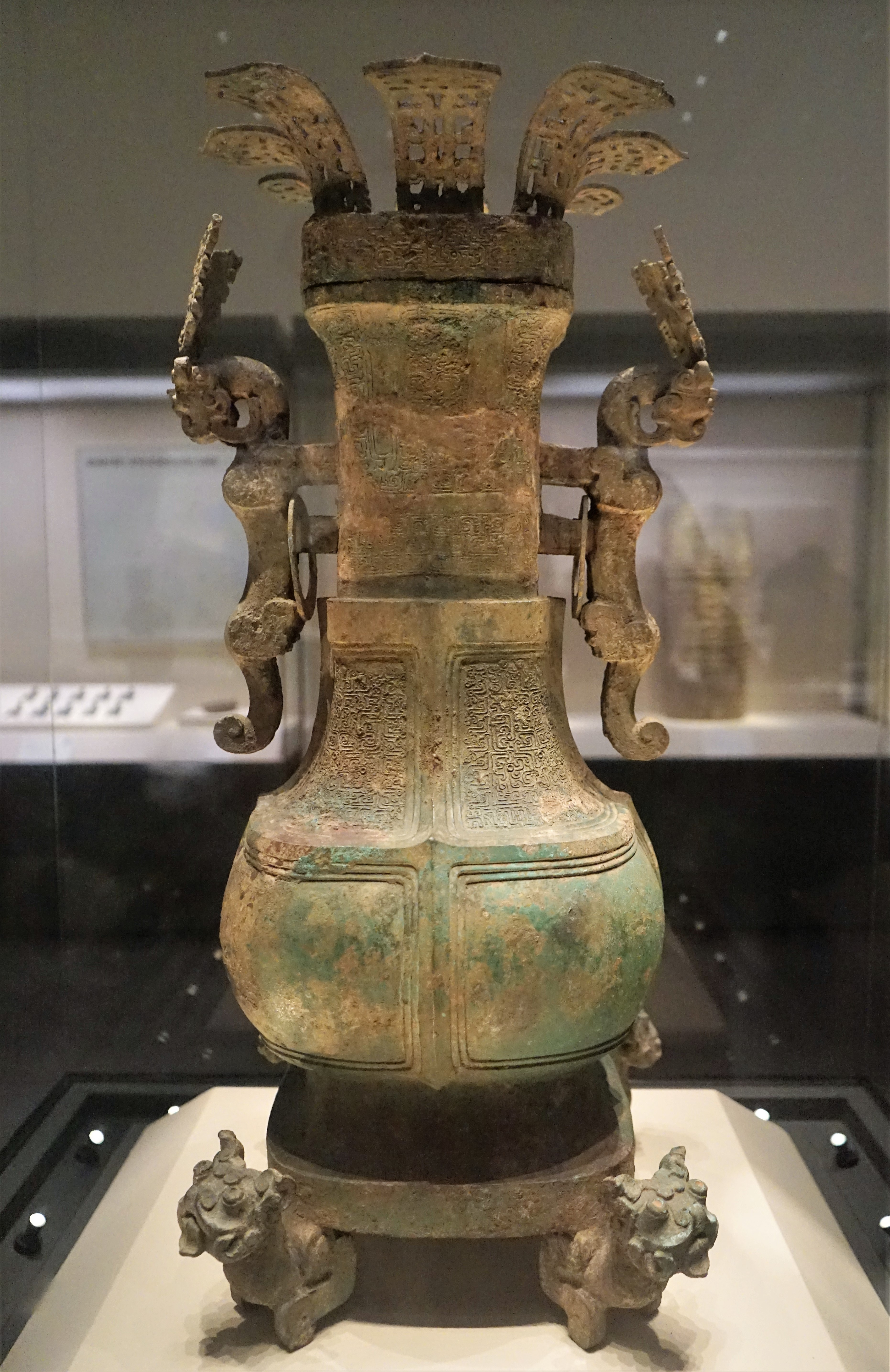
Bronzetopf aus dem Grab

Das Grab des Markgrafen von Cai in Shouxian bzw. Grab des Marquis von Cai in Shouxian (chin. Shòuxiàn Cài hóu mù, 寿县蔡侯墓 oder Shòuxiàn Xīmén Cài hóu mù, 寿县西门蔡侯墓; engl. Tomb of Marquis of Cai in Shouxian) ist ein Grab aus der späten Frühlings- und Herbstperiode in Ximen, Kreis Shou („Shouxian“), Provinz Anhui, China.
Das Grab wurde 1955 ausgegraben. Unter den Funden befanden sich ganze Sätze von Bronzeobjekten, die meisten mit Inschriften versehen. Auch vollständige Sätze der Glockentypen Zhong (钟), darunter Bianbo (编镈, Bianbo-Glockenspiel) und Bianzhong (编钟, Bianzhong-Glockenspiel), wurden ausgegraben, ebenfalls eine große Menge an Zubehör für Wagen und Pferde, Jadeschmuck und ein Bronzespiegel.
Die neuere Forschung geht davon aus, dass der Grabbesitzer der Markgraf Zhao von Cai namens Shen (Cai Zhao hou Shen 蔡昭侯申, 518–491 v. Chr.) war.